# Azoudange
Azoudange település Franciaországban, Moselle megyében. Lakosainak száma 101 fő (2022. január 1.). Azoudange Assenoncourt, Fribourg, Gelucourt, Gondrexange, Languimberg, Maizières-lès-Vic és Réchicourt-le-Château községekkel határos.

## Népesség
A település népességének változása:
| Lakosok száma | 182  | 123  | 103  | 113  | 117  | 112  | 118  | 123  | 125  | 101  |
|               | 1968 | 1982 | 1990 | 2006 | 2013 | 2015 | 2017 | 2019 | 2020 | 2022 |